# Krebsbach- und Horstbachtal
Koordinaten: 52° 1′ 42″ N, 8° 27′ 0″ O

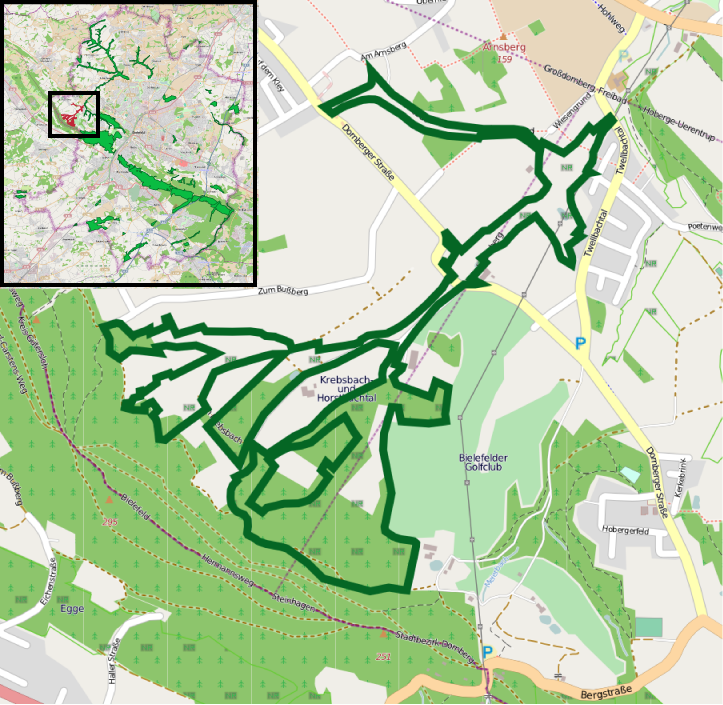
Naturschutzgebiet Krebsbach- und Horstbachtal

Das Naturschutzgebiet Krebsbach- und Horstbachtal liegt im Stadtbezirk Dornberg der Stadt Bielefeld in Nordrhein-Westfalen.
Das Gebiet erstreckt sich zwischen den Ortsteilen Kirchdornberg und Hoberge-Uerentrup entlang des Krebs- und des Horstbaches. Nordöstlich verläuft die Landesstraße L 785 und südlich die L 778.

## Bedeutung
Für Bielefeld ist seit 1996 ein etwa 61 ha großes Gebiet unter der Kenn-Nummer BI-042 als Naturschutzgebiet ausgewiesen.